# Live at the Olympia '96
Albums de Deep Purple
Purpendicular
(1996) Abandon
(1998)
Live at the Olympia '96 est un double album de Deep Purple sorti en 1997. Il reprend la totalité de leur concert donné à l'Olympia l'année précédente, pendant la tournée de promotion de l'album Purpendicular.

## Titres

### CD 1
1. Fireball (Blackmore, Gillan, Glover, Lord, Paice) — 5 min 01 s
2. Maybe I'm a Leo (Blackmore, Gillan, Glover, Lord, Paice) — 5 min 53 s
3. Ted The Mechanic (Gillan, Glover, Lord, Morse, Paice) — 5 min 06 s
4. Pictures of Home (Blackmore, Gillan, Glover, Lord, Paice) — 5 min 58 s
5. Black Night (Blackmore, Gillan, Glover, Lord, Paice) — 7 min 33 s
6. Cascades: I'm Not Your Lover (Gillan, Glover, Lord, Morse, Paice) — 11 min 05 s
7. Sometimes I Feel Like Screamin' (Gillan, Glover, Lord, Morse, Paice) — 7 min 24 s
8. Woman from Tokyo (Blackmore, Gillan, Glover, Lord, Paice) — 6 min 29 s
9. No One Came (Blackmore, Gillan, Glover, Lord, Paice) — 5 min 53 s
10. The Purpendicular Waltz (Gillan, Glover, Lord, Morse, Paice) — 5 min 11 s

### CD 2
1. Rosa's Cantina (Gillan, Glover, Lord, Morse, Paice) — 6 min 18 s
2. Smoke on the Water (Blackmore, Gillan, Glover, Lord, Paice) — 9 min 24 s
3. When a Blind Man Cries (Blackmore, Gillan, Glover, Lord, Paice) — 7 min 17 s
4. Speed King (Blackmore, Gillan, Glover, Lord, Paice) — 11 min 45 s
5. Perfect Strangers (Blackmore, Gillan, Glover) — 6 min 43 s
6. Hey Cisco (Gillan, Glover, Lord, Morse, Paice) — 7 min 27 s
7. Highway Star (Blackmore, Gillan, Glover, Lord, Paice) — 8 min 08 s

## Musiciens
- Ian Gillan : chant
- Steve Morse : guitare
- Jon Lord : claviers, orgue
- Roger Glover : basse

- Ian Paice : batterie

### Section de cuivres
Sur Highway Star, Cascades: I'm Not Your Lover, No One Came et The Purpendicular Waltz
- Vincent Chavagnac : saxophone
- Christian Fourquet : trombone
- Eric Mula : trompette